# Taron Egerton
Taron David Egerton, född 10 november 1989 i Birkenhead, Merseyside, är en brittisk skådespelare och sångare. Han fick sitt genombrott redan med en av sina första roller som Eggsy i Kingsman: The Secret Service (2014) och skulle bli prisad med en Golden Globe när han porträtterade Elton John i filmen Rocketman (2019).

## Biografi

### Uppväxt
Taron Egerton föddes i Birkenhead. Hans mor var socialarbetare och hans far drev ett bed and breakfast nära Liverpool. Han har två yngre halvsyskon. Även om han föddes i England har Egerton alltid betraktat sig som walesare och talar både engelska och kymriska flytande. Hans föräldrar skilde sig när han var två år gammal och han flyttade med sin mor till den waleiska ön Anglesey där han gick i grundskolan. När han var tolv flyttade de till Aberystwyth. Han har berättat att han var ett ensamt barn på grund av att de flyttade ifrån hans kompisar. Han började därför med teater när han var 15, för att få kompisar. Han började sedan på Royal Academy of Dramatic Art där han examinerads 2012.

### Tidig karriär och genombrott
Egerton fick en roll i teaterproduktionen The Last of the Haussmans (2012) direkt efter sin examen. Efter att bara synts i två avsnitt av Kommissarie Lewis (2013) fick han huvudrollen bredvid Colin Firth i den Matthew Vaughn regisserade Kingsman: The Secret Service (2014). En film baserad på serietidningen The Secret Service av Mark Millar och Dave Gibbons. Filmen kom att bli väl mottagen av kritiker och en kommersiell succé. Det kom att bli Egertons genombrott. Egerton porträtterade också den brittiska officern Edward Brittain i Testament of Youth (2014) som trots, inspelad efter Kingsman hann släppas tidigare. För rollen skulle han nomineras till årets nykomling på BFI London Film Festival.
Året efter syntes han i gangsterfilmen Legend. 2016 blev Egerton nominerad till BAFTA Rising Star Award. Samma år porträtterade han Eddie "The Eagle" Edwards i den biografiska filmen Eddie the Eagle. Filmen fick ett gott mottagande bland kritiker. Han gjorde också rösten åt gorillan Johnny i Sing. Han repriserade sin roll som Eggsy i uppföljaren Kingsman: The Golden Circle (2017). Till skillnad från föregångaren fick den blandade recensioner, men blev fortfarande en kommersiell framgång.

### Etablerad karriär
Egerton syntes 2018 i huvudrollerna i de båda filmerna Billionaire Boys Club och Robin Hood. Båda filmerna blev sågade av kritiker och finansiella misslyckanden. Egerton har svarat på kritiken och menar att Robin Hood blev en annan film under inspelningarna än den han hade läst manus till. Han har också nämnt att båda filmerna betalade honom bra. Han skulle sedan porträttera Elton John i den biografiska musikalfilmen Rocketman (2019). Inför rollen lärde han sig spela piano och han sjöng alla låtarna live under inspelningen. Filmen blev kritikerrosad och Egerton blev hyllad för sin insats. Han blev belönad med Golden Globe Award för bästa manliga huvudroll och blev även nominerad till en Emmy. Samma år så var han uppläsaren i Elton Johns självbiografi "Me", och de båda uppträdde ihop flertalet gånger.
2019 medverkade han också som röstskådespelare i Mumindalen och i The Dark Crystal: Age of Resistance. Han repriserade sin roll som gorillan Johnny i Sing 2 (2021) för att sedan återvända till teatern. Han gjorde sin West End-debut med huvudrollen i pjäsen Cock (2022). På premiärkvällen svimmade han på scen och testades några veckor senare positiv för Covid-19. Han hoppade då av produktionen av "personliga skäl". Pjäsen skulle komma att få blandade recensioner men Egerton blev hyllad för de få kvällar han deltog. Han skulle sedan porträttera den amerikanska langaren Jimmy Keene i miniserien Black Bird (2022). Han skulle bli hyllad för sitt porträtt och få en Emmy-nominering för rollen.
Egerton porträtterade även entreprenören Henk Rogers i den biografiska filmen Tetris (2023) som handlade om hur TV-spelet med samma namn skapades och spreds. Filmen gick direkt till streaming och Egerton fick beröm för sin rolltolkning.

## Privatliv
Taron Egerton är bosatt i västra London. Han beskriver sig själv som att han har arbetarklassbakgrund.
Han förlorade sin mormor i ALS och är därför ambassadör för Motor Neurone Disease Association.
Det har av media och internetforum spekulerats om Egertons sexualitet. Egerton har förklarat att han inte är homosexuell men ger all sin support till sina homosexuella vänner. När han var yngre tvivlade han på sin sexualitet och menade att han ofta hade panik över tanken och var orolig för hur folk skulle uppfatta honom.

## Filmografi i urval

### Film
| År   | Titel                                | Roll                      | Notering           |
| ---- | ------------------------------------ | ------------------------- | ------------------ |
| 2014 | Testament of Youth                   | Edward Brittain           |                    |
| 2014 | Kingsman: The Secret Service         | Gary "Eggsy" Unwin        |                    |
| 2015 | Legend                               | Edward "Mad Teddy" Smith  |                    |
| 2016 | Eddie the Eagle                      | Eddie "The Eagle" Edwards |                    |
| 2016 | Sing                                 | Johnny                    | Röstroll           |
| 2017 | TBT to That Time Archer Met Kingsman | Gary "Eggsy" Unwin        | Röstroll, kortfilm |
| 2017 | Kingsman: The Golden Circle          | Gary "Eggsy" Unwin        |                    |
| 2018 | Billionaire Boys Club                | Dean Karny                |                    |
| 2018 | Robin Hood                           | Robin Hood                |                    |
| 2019 | Rocketman                            | Elton John                |                    |
| 2021 | Sing 2                               | Johnny                    | Röstroll           |
| 2023 | Tetris                               | Henk Rogers               | Även producent     |
| 2024 | Carry-On                             | Ethan Kopek               |                    |
| TBA  | She Rides Shotgun                    | Nate                      | Kommande           |

### TV
| År        | Titel                               | Roll                 | Notering             |
| --------- | ----------------------------------- | -------------------- | -------------------- |
| 2013      | Kommissarie Lewis                   | Liam Jay             | 2 avsnitt            |
| 2014      | The Smoke                           | Dennis "Asbo" Severs | 8 avsnitt            |
| 2018      | Den långa flykten                   | El-Ahrairah          | Röstroll, 4 avsnitt  |
| 2019      | The Dark Crystal: Age of Resistance | Rian                 | Röstroll, 10 avsnitt |
| 2019-2020 | Mumindalen                          | Mumintrollet         | Röstroll, 26 avsnitt |
| 2022      | Black Bird                          | Jimmy Keene          | 6 avsnitt            |
| TBA       | Firebug                             |                      | Kommande             |

### Teater
| År   | Titel                     | Roll  | Teater                         |
| ---- | ------------------------- | ----- | ------------------------------ |
| 2012 | The Last of the Haussmans | Danny | Royal National Theatre, London |
| 2013 | No Quarter                | Tommy | Royal National Theatre, London |
| 2022 | Cock                      | M     | Ambassadors Theatre, London    |